# Championnat de France de rugby à XV de 1re division fédérale 2011-2012
Navigation
Fédérale 1 2010-2011 Fédérale 1 2012-2013
Le Championnat de France de rugby à XV de 1re division fédérale 2011-2012 voit s'affronter 40 équipes parmi lesquelles deux seront promues en Pro D2 et huit seront reléguées en Fédérale 2.

## Formule
Ce championnat débute par une phase préliminaire regroupant 40 équipes dans 4 poules. Les quatre premiers de chaque poule sont qualifiés pour la phase finale tandis que les deux derniers sont relégués en Fédérale 2.
Les seize qualifiés pour la phase finale s'affrontent en huitièmes de finale en matchs aller-retour. Les quarts et demi-finales se jouent également sur deux matchs et la finale se dispute sur un seul match. Les deux finalistes sont promus en Pro D2.

## Saison régulière

### Poule 1 Grand-centre et Alsace-Lorraine-Flandre
| Club                          | Ville                | Saison 2010-2011                  | Site officiel |
| ----------------------------- | -------------------- | --------------------------------- | ------------- |
| AC Bobigny                    | Bobigny              | Phase finale - Quart de finale    | Site Officiel |
| AC Boulogne-Billancourt rugby | Boulogne-Billancourt | Promu - Demi-finale F2            | Site Officiel |
| Stade dijonnais               | Longvic              | Phase finale - Huitième de finale | Site Officiel |
| Lille MRC                     | Lille                | Phase finale - Huitième de finale | Site Officiel |
| AS Mâcon                      | Mâcon                | Phase de poule                    | Site Officiel |
| RC Massy                      | Massy                | Phase finale - Demi-finale        | Site Officiel |
| Montluçon rugby               | Montluçon            | Phase de poule                    | Site Officiel |
| USO Nevers                    | Nevers               | Phase de poule                    | Site Officiel |
| RC Orléans                    | Orléans              | Phase de poule                    | Site Officiel |
| RC Strasbourg                 | Strasbourg           | Phase de poule                    | Site Officiel |

| AC Bobigny ACBB Stade dijonnais Lille MR AS Mâcon RC Massy Montluçon USO Nevers RC Orléans RC Strasbourg |

| Rang | Club            | J  | V  | N | D  | Bo | Bd | Pm  | Pe  | Diff | Pts |
| ---- | --------------- | -- | -- | - | -- | -- | -- | --- | --- | ---- | --- |
| 1    | RC Massy        | 18 | 14 | 0 | 4  | 8  | 3  | 484 | 277 | +207 | 67  |
| 2    | Lille MR        | 18 | 14 | 1 | 3  | 6  | 2  | 416 | 229 | +187 | 66  |
| 3    | USO Nevers      | 18 | 12 | 0 | 6  | 3  | 3  | 426 | 273 | +153 | 54  |
| 4    | AS Mâcon        | 18 | 12 | 0 | 6  | 3  | 3  | 387 | 300 | +87  | 54  |
| 5    | Montluçon       | 18 | 10 | 1 | 7  | 2  | 7  | 428 | 304 | +124 | 51  |
| 6    | Stade dijonnais | 18 | 11 | 0 | 7  | 3  | 2  | 381 | 361 | +20  | 49  |
| 7    | AC Bobigny      | 18 | 7  | 0 | 11 | 3  | 7  | 379 | 341 | +38  | 38  |
| 8    | RC Strasbourg   | 18 | 6  | 0 | 12 | 3  | 4  | 319 | 379 | -60  | 31  |
| 9    | RC Orléans      | 18 | 3  | 0 | 15 | 2  | 7  | 261 | 361 | -100 | 21  |
| 10   | ACBB (P)        | 18 | 0  | 0 | 18 | 0  | 0  | 115 | 771 | -656 | 0   |

|  | Qualifiés pour les huitièmes de finale (no 1, no 2, no 3, no 4). |
|  | Relégués en Fédérale 2 (no 9, no 10). |
|  | P : promus 2011 • R : relégué 2011 V : victoires • N : matchs nuls • D : défaites • BO : bonus offensifs • BD : bonus défensifs • PM : points marqués • PE : points encaissés • Diff : différence de points |

### Poule 2 Midi-Pyrénées Lyonnais Provence Côte d'Azur Rhône-Alpes
| Club                   | Ville            | Saison 2010-2011                  | Site officiel |
| ---------------------- | ---------------- | --------------------------------- | ------------- |
| US Bressane            | Bourg-en-Bresse  | Phase finale - Quart de finale    | Site Officiel |
| Avenir castanéen rugby | Castanet-Tolosan | Phase finale - Huitième de finale | Site Officiel |
| RC Châteaurenard       | Châteaurenard    | Phase de poule                    | Site Officiel |
| US La Seyne            | La Seyne-sur-Mer | Phase de poule                    | Site Officiel |
| Stade Phocéen          | Marseille        | Promu - Vainqueur F2              | Site Officiel |
| US Montauban           | Montauban        | Phase finale - Huitième de finale | Site Officiel |
| Rugby Nice Côte d'Azur | Nice             | Phase finale - Huitième de finale | Site Officiel |
| RC Nîmes Gard          | Nîmes            | Promu - Demi-finale F2            | Site Officiel |
| US Romans              | Romans-sur-Isère | Phase de poule                    | Site Officiel |
| CA Saint-Étienne       | Saint-Étienne    | Relégué - 16e Pro D2              | Site Officiel |

| US Bressane Avenir castanéen RC Châteaurenard US La Seyne Stade Phocéen US Montauban Rugby Nice CA RC Nîmes Gard US Romans CA Saint-Étienne |

| Rang | Club                   | J  | V  | N | D  | Bo | Bd | Pm  | Pe   | Diff | Pts |
| ---- | ---------------------- | -- | -- | - | -- | -- | -- | --- | ---- | ---- | --- |
| 1    | US Bressane            | 18 | 14 | 1 | 3  | 4  | 2  | 564 | 259  | +305 | 65  |
| 2    | US Montauban           | 18 | 14 | 0 | 4  | 3  | 2  | 520 | 301  | +219 | 61  |
| 3    | Avenir castanéen       | 18 | 12 | 0 | 6  | 3  | 3  | 492 | 323  | +169 | 54  |
| 4    | US La Seyne            | 18 | 11 | 0 | 7  | 3  | 4  | 476 | 297  | +179 | 51  |
| 5    | US Romans              | 18 | 11 | 0 | 7  | 3  | 3  | 448 | 315  | +133 | 50  |
| 6    | CA Saint-Étienne (R)   | 18 | 7  | 1 | 10 | 3  | 4  | 414 | 433  | -19  | 37  |
| 7    | Rugby Nice Côte d'Azur | 18 | 7  | 2 | 9  | 2  | 3  | 422 | 374  | +48  | 37  |
| 8    | RC Châteaurenard       | 18 | 6  | 2 | 10 | 2  | 4  | 314 | 360  | -46  | 34  |
| 9    | RC Nîmes Gard (P)      | 18 | 4  | 0 | 14 | 2  | 6  | 364 | 420  | -56  | 24  |
| 10   | Stade Phocéen (P)      | 18 | 1  | 0 | 17 | 0  | 1  | 137 | 1069 | -932 | 3   |

|  | Qualifiés pour les huitièmes de finale (no 1, no 2, no 3, no 4). |
|  | Relégués en Fédérale 2 (no 9, no 10). |
|  | P : promus 2011 • R : relégué 2011 V : victoires • N : matchs nuls • D : défaites • BO : bonus offensifs • BD : bonus défensifs • PM : points marqués • PE : points encaissés • Diff : différence de points |

### Poule 3 Béarn Côte-Basque Landes Côte d'Argent  Limousin Bretagne Pays-de-la-loire
| Club                         | Ville                  | Saison 2010-2011                  | Site officiel |
| ---------------------------- | ---------------------- | --------------------------------- | ------------- |
| Colomiers rugby              | Colomiers              | Relégué - 15e Pro D2              | Site Officiel |
| SA Hagetmautien              | Hagetmau               | Promu - Finaliste F2              | Site Officiel |
| Stade langonnais             | Langon                 | Phase de poule                    | Site Officiel |
| AS Lavaur                    | Lavaur                 | Phase finale - Huitième de finale | Site Officiel |
| Union sportive Morlaàs rugby | Morlaàs                | Phase de poule                    | Site Officiel |
| Saint-Jean-de-Luz OR         | Saint-Jean-de-Luz      | Phase de poule                    | Site Officiel |
| AS Saint-Junien              | Saint-Junien           | Phase de poule                    | Site Officiel |
| Saint Médard RC              | Saint-Médard-en-Jalles | Phase de poule                    | Site Officiel |
| Sporting nazairien rugby     | Saint-Nazaire          | Phase de poule                    | Site Officiel |
| RC Vannes                    | Vannes                 | Phase finale - Quart de finale    | Site Officiel |

| Colomiers rugby SA Hagetmautien Stade langonnais AS vauréenne US Morlaàs Saint-Jean-de-Luz OR AS Saint-Junien Saint Médard RC Sporting nazairien RC Vannes |

| Rang | Club                        | J  | V  | N | D  | Bo | Bd | Pm  | Pe  | Diff | Pts |
| ---- | --------------------------- | -- | -- | - | -- | -- | -- | --- | --- | ---- | --- |
| 1    | Colomiers rugby (R)         | 18 | 16 | 0 | 2  | 4  | 2  | 418 | 225 | +193 | 70  |
| 2    | RC Vannes                   | 18 | 10 | 0 | 8  | 2  | 5  | 326 | 307 | +19  | 47  |
| 3    | AS Lavaur                   | 18 | 10 | 1 | 7  | 1  | 3  | 334 | 328 | +6   | 46  |
| 4    | Stade langonnais            | 18 | 9  | 1 | 8  | 1  | 6  | 339 | 318 | +21  | 45  |
| 5    | SA Hagetmautien (P)         | 18 | 9  | 0 | 9  | 0  | 5  | 306 | 327 | -21  | 41  |
| 6    | AS Saint-Junien             | 18 | 8  | 0 | 10 | 2  | 7  | 344 | 326 | +18  | 41  |
| 7    | Sporting nazairien          | 18 | 7  | 0 | 11 | 2  | 9  | 345 | 342 | +3   | 39  |
| 8    | Saint Jean de Luz olympique | 18 | 7  | 0 | 11 | 0  | 10 | 338 | 336 | +2   | 38  |
| 9    | Saint Médard RC             | 18 | 8  | 0 | 10 | 1  | 4  | 267 | 334 | -67  | 37  |
| 10   | US Morlaàs                  | 18 | 5  | 0 | 13 | 0  | 5  | 240 | 408 | -168 | 25  |

|  | Qualifiés pour les huitièmes de finale (no 1, no 2, no 3, no 4). |
|  | Relégués en Fédérale 2 (no 9, no 10). |
|  | P : promus 2011 • R : relégué 2011 V : victoires • N : matchs nuls • D : défaites • BO : bonus offensifs • BD : bonus défensifs • PM : points marqués • PE : points encaissés • Diff : différence de points • Saint Médard rugby club est maintenu |

### Poule 4 Côte-Basque landes Béarn Midi-Pyrénées Limousin Périgord Agenais
| Club                        | Ville                    | Saison 2010-2011                  | Site officiel |
| --------------------------- | ------------------------ | --------------------------------- | ------------- |
| Blagnac SCR                 | Blagnac                  | Phase de poule                    | Site Officiel |
| CA Lannemezan               | Lannemezan               | Phase finale - Huitième de finale | Site Officiel |
| Limoges rugby               | Limoges                  | Phase finale - Quart de finale    | Site Officiel |
| FC Lourdes                  | Lourdes                  | Phase de poule                    | Site Officiel |
| Sport athlétique mauléonais | Mauléon                  | Phase de poule                    | Site Officiel |
| US Marmande                 | Marmande                 | Phase finale - Huitième de finale | Site Officiel |
| FC Oloron                   | Oloron-Sainte-Marie      | Phase de poule                    | Site Officiel |
| CA Ribérac                  | Ribérac                  | Phase de poule                    | Site Officiel |
| Tyrosse RCS                 | Saint-Vincent-de-Tyrosse | Phase finale - Demi-finale        | Site Officiel |
| Avenir valencien            | Valence-d'Agen           | Phase de poule                    | Site Officiel |

| Blagnac SC CA Lannemezan Limoges FC Lourdes SA Mauléon US Marmande FC Oloron CA Ribérac US Tyrosse Avenir valencien |

| Rang | Club             | J  | V  | N | D  | Bo | Bd | Pm  | Pe  | Diff | Pts |
| ---- | ---------------- | -- | -- | - | -- | -- | -- | --- | --- | ---- | --- |
| 1    | US Tyrosse       | 18 | 15 | 0 | 3  | 6  | 2  | 493 | 240 | +253 | 68  |
| 2    | Limoges          | 18 | 13 | 0 | 5  | 4  | 4  | 397 | 264 | +133 | 60  |
| 3    | Blagnac SCR      | 18 | 12 | 0 | 6  | 2  | 2  | 374 | 331 | +43  | 52  |
| 4    | Avenir valencien | 18 | 10 | 1 | 7  | 2  | 6  | 405 | 305 | +100 | 50  |
| 5    | CA Lannemezan    | 18 | 10 | 1 | 7  | 3  | 4  | 393 | 349 | +44  | 49  |
| 6    | FC Lourdes       | 18 | 9  | 3 | 6  | 2  | 3  | 387 | 366 | +21  | 47  |
| 7    | FC Oloron        | 18 | 6  | 1 | 11 | 3  | 7  | 390 | 396 | -6   | 36  |
| 8    | US Marmande      | 18 | 7  | 0 | 11 | 1  | 5  | 315 | 415 | -100 | 34  |
| 9    | SA Mauléon       | 18 | 3  | 1 | 14 | 0  | 4  | 223 | 440 | -217 | 18  |
| 10   | CA Ribérac       | 18 | 1  | 1 | 16 | 0  | 6  | 243 | 514 | -271 | 12  |

|  | Qualifiés pour les huitièmes de finale (no 1, no 2, no 3, no 4). |
|  | Relégués en Fédérale 2 (no 9, no 10). |
|  | P : promus 2011 • R : relégué 2011 V : victoires • N : matchs nuls • D : défaites • BO : bonus offensifs • BD : bonus défensifs • PM : points marqués • PE : points encaissés • Diff : différence de points |

## Phase finale

### Règlement
Organisation tableau final
Le tableau final est organisé de la manière suivante 
 : 

4e Poule 3 - 1er Poule 1

3e Poule 2 - 2e Poule 4

3e Poule 3 - 2e Poule 1

4e Poule 2 - 1er Poule 4

3e Poule 1 - 2e Poule 3

4e Poule 4 - 1er Poule 2

4e Poule 1 - 1er Poule 3

3e Poule 4 - 2e Poule 2

Les huitièmes, quarts et demi-finales se disputent en matchs aller-retour avec match retour chez la meilleure équipe. La finale se déroule sur un match et sur terrain neutre.
Départage des équipes
Pour départager les équipes, les règles suivantes sont utilisées : 

1. Nombre de points « terrain »
2. Nombre de jours de suspension, liées aux sanctions sportives, sur l’ensemble des rencontres de la phase considérée
3. Différence de points
4. Différences des essais
5. Plus grand nombre de points marqués.
6. Plus grand nombre d'essais marqués.
7. Nombre de forfaits n'ayant pas entraîné de forfait général.
8. Classement à l'issue de la phase précédente.
9. Place obtenue la saison précédente dans la compétition nationale

### Tableau
En italique, les équipes recevant au retour. 
|  | Huitièmes de finale    | Huitièmes de finale    |                  |          | Quarts de finale  | Quarts de finale  |  |  | Demi-finales          | Demi-finales          |  |  | Finale       | Finale       |
|  | Huitièmes de finale    | Huitièmes de finale    |                  |          | Quarts de finale  | Quarts de finale  |  |  | Demi-finales          | Demi-finales          |  |  | Finale       | Finale       |
|  |                        |                        |                  |          |                   |                   |  |  |                       |                       |  |  |              |              |
|  | 29 avril et 5 mai 2012 | 29 avril et 5 mai 2012 |                  |          | 13 et 20 mai 2012 | 13 et 20 mai 2012 |  |  | 26 mai et 3 juin 2012 | 26 mai et 3 juin 2012 |  |  | 16 juin 2012 | 16 juin 2012 |
|  | 29 avril et 5 mai 2012 | 29 avril et 5 mai 2012 |                  |          | 13 et 20 mai 2012 | 13 et 20 mai 2012 |  |  | 26 mai et 3 juin 2012 | 26 mai et 3 juin 2012 |  |  | 16 juin 2012 | 16 juin 2012 |
|  | Stade langonnais       | 19 \| 6                |                  |          | 13 et 20 mai 2012 | 13 et 20 mai 2012 |  |  | 26 mai et 3 juin 2012 | 26 mai et 3 juin 2012 |  |  | 16 juin 2012 | 16 juin 2012 |
|  | Stade langonnais       | 19 \| 6                |                  |          | 13 et 20 mai 2012 | 13 et 20 mai 2012 |  |  | 26 mai et 3 juin 2012 | 26 mai et 3 juin 2012 |  |  | 16 juin 2012 | 16 juin 2012 |
|  | RC Massy               | 19 \| 22               |                  |          | 13 et 20 mai 2012 | 13 et 20 mai 2012 |  |  | 26 mai et 3 juin 2012 | 26 mai et 3 juin 2012 |  |  | 16 juin 2012 | 16 juin 2012 |
|  | RC Massy               | 19 \| 22               | RC Massy         | 23 \| 26 |                   |                   |  |  | 26 mai et 3 juin 2012 | 26 mai et 3 juin 2012 |  |  | 16 juin 2012 | 16 juin 2012 |
|  | 29 avril et 6 mai 2012 |                        | RC Massy         | 23 \| 26 |                   |                   |  |  | 26 mai et 3 juin 2012 | 26 mai et 3 juin 2012 |  |  | 16 juin 2012 | 16 juin 2012 |
|  |                        | Avenir castanéen rugby | 23 \| 13         |          |                   |                   |  |  | 26 mai et 3 juin 2012 | 26 mai et 3 juin 2012 |  |  | 16 juin 2012 | 16 juin 2012 |
|  | Avenir castanéen rugby | Avenir castanéen rugby | 23 \| 13         | 25 \| 32 |                   |                   |  |  | 26 mai et 3 juin 2012 | 26 mai et 3 juin 2012 |  |  | 16 juin 2012 | 16 juin 2012 |
|  | Avenir castanéen rugby | 12 et 20 mai 2012      |                  | 25 \| 32 |                   |                   |  |  | 26 mai et 3 juin 2012 | 26 mai et 3 juin 2012 |  |  | 16 juin 2012 | 16 juin 2012 |
|  | Limoges rugby          | 10 \| 10               |                  |          |                   |                   |  |  | 26 mai et 3 juin 2012 | 26 mai et 3 juin 2012 |  |  | 16 juin 2012 | 16 juin 2012 |
|  | Limoges rugby          | 10 \| 10               | RC Massy         | 21 \| 16 |                   |                   |  |  |                       |                       |  |  | 16 juin 2012 | 16 juin 2012 |
|  | 29 avril et 5 mai 2012 |                        | RC Massy         | 21 \| 16 |                   |                   |  |  |                       |                       |  |  | 16 juin 2012 | 16 juin 2012 |
|  |                        | Lille MRC              | 20 \| 13         |          |                   |                   |  |  |                       |                       |  |  | 16 juin 2012 | 16 juin 2012 |
|  | AS Lavaur              | Lille MRC              | 20 \| 13         | 16 \| 20 |                   |                   |  |  |                       |                       |  |  | 16 juin 2012 | 16 juin 2012 |
|  | AS Lavaur              | 27 mai et 2 juin 2012  |                  | 16 \| 20 |                   |                   |  |  |                       |                       |  |  | 16 juin 2012 | 16 juin 2012 |
|  | Lille MRC              | 11 \| 30               |                  |          |                   |                   |  |  |                       |                       |  |  | 16 juin 2012 | 16 juin 2012 |
|  | Lille MRC              | 11 \| 30               | Lille MRC        | 28 \| 27 |                   |                   |  |  |                       |                       |  |  | 16 juin 2012 | 16 juin 2012 |
|  | 29 avril et 6 mai 2012 |                        | Lille MRC        | 28 \| 27 |                   |                   |  |  |                       |                       |  |  | 16 juin 2012 | 16 juin 2012 |
|  |                        | US Tyrosse RCS         | 23 \| 21         |          |                   |                   |  |  |                       |                       |  |  | 16 juin 2012 | 16 juin 2012 |
|  | US La Seyne            | US Tyrosse RCS         | 23 \| 21         | 18 \| 10 |                   |                   |  |  |                       |                       |  |  | 16 juin 2012 | 16 juin 2012 |
|  | US La Seyne            | 13 et 20 mai 2012      |                  | 18 \| 10 |                   |                   |  |  |                       |                       |  |  | 16 juin 2012 | 16 juin 2012 |
|  | US Tyrosse RCS         | 22 \| 19               |                  |          |                   |                   |  |  |                       |                       |  |  | 16 juin 2012 | 16 juin 2012 |
|  | US Tyrosse RCS         | 22 \| 19               | RC Massy         | 16       |                   |                   |  |  |                       |                       |  |  |              |              |
|  | 29 avril et 6 mai 2012 |                        | RC Massy         | 16       |                   |                   |  |  |                       |                       |  |  |              |              |
|  |                        | Colomiers rugby        | 20               |          |                   |                   |  |  |                       |                       |  |  |              |              |
|  | USO Nevers             | Colomiers rugby        | 20               | 19 \| 18 |                   |                   |  |  |                       |                       |  |  |              |              |
|  | USO Nevers             |                        |                  | 19 \| 18 |                   |                   |  |  |                       |                       |  |  |              |              |
|  | RC Vannes              | 15 \| 21               |                  |          |                   |                   |  |  |                       |                       |  |  |              |              |
|  | RC Vannes              | 15 \| 21               | USO Nevers       | 15 \| 22 |                   |                   |  |  |                       |                       |  |  |              |              |
|  | 29 avril et 6 mai 2012 |                        | USO Nevers       | 15 \| 22 |                   |                   |  |  |                       |                       |  |  |              |              |
|  |                        | Avenir valencien       | 32 \| 10         |          |                   |                   |  |  |                       |                       |  |  |              |              |
|  | Avenir valencien       | Avenir valencien       | 32 \| 10         | 25 \| 11 |                   |                   |  |  |                       |                       |  |  |              |              |
|  | Avenir valencien       | 13 et 19 mai 2012      |                  | 25 \| 11 |                   |                   |  |  |                       |                       |  |  |              |              |
|  | US Bressane            | 18 \| 18               |                  |          |                   |                   |  |  |                       |                       |  |  |              |              |
|  | US Bressane            | 18 \| 18               | Avenir valencien | 15 \| 19 |                   |                   |  |  |                       |                       |  |  |              |              |
|  | 29 avril et 6 mai 2012 |                        | Avenir valencien | 15 \| 19 |                   |                   |  |  |                       |                       |  |  |              |              |
|  |                        | Colomiers rugby        | 22 \| 25         |          |                   |                   |  |  |                       |                       |  |  |              |              |
|  | AS Mâcon               | Colomiers rugby        | 22 \| 25         | 6 \| 11  |                   |                   |  |  |                       |                       |  |  |              |              |
|  | AS Mâcon               |                        |                  | 6 \| 11  |                   |                   |  |  |                       |                       |  |  |              |              |
|  | Colomiers rugby        | 25 \| 16               |                  |          |                   |                   |  |  |                       |                       |  |  |              |              |
|  | Colomiers rugby        | 25 \| 16               | Colomiers rugby  | 18 \| 18 |                   |                   |  |  |                       |                       |  |  |              |              |
|  | 29 avril et 5 mai 2012 |                        | Colomiers rugby  | 18 \| 18 |                   |                   |  |  |                       |                       |  |  |              |              |
|  |                        | US Montauban           | 14 \| 10         |          |                   |                   |  |  |                       |                       |  |  |              |              |
|  | Blagnac SCR            | US Montauban           | 14 \| 10         | 12 \| 11 |                   |                   |  |  |                       |                       |  |  |              |              |
|  | Blagnac SCR            |                        |                  | 12 \| 11 |                   |                   |  |  |                       |                       |  |  |              |              |
|  | US Montauban           | 9 \| 41                |                  |          |                   |                   |  |  |                       |                       |  |  |              |              |
|  | US Montauban           | 9 \| 41                |                  |          |                   |                   |  |  |                       |                       |  |  |              |              |

### Détail des matchs
Entre parenthèses, le nombre de points terrain de chaque match.

#### Huitièmes de finale
| Équipes                                | Match aller | Match retour | Départage      | Départage           | Départage              | Départage             |
| Équipes                                | Match aller | Match retour | Points terrain | Jours de suspension | Différence de points   | Différence des essais |
| -------------------------------------- | ----------- | ------------ | -------------- | ------------------- | ---------------------- | --------------------- |
| Stade langonnais - RC Massy            | 19-19 (2-2) | 6-22 (0-4)   | 2-6            |                     |                        |                       |
| Avenir castanéen rugby - Limoges rugby | 25-10 (4-0) | 32-10 (4-0)  | 8-0            |                     |                        |                       |
| AS Lavaur - Lille MRC                  | 16-11 (4-1) | 20-30 (0-4)  | 4-5            |                     |                        |                       |
| US La Seyne - US Tyrosse RCS           | 18-22 (1-4) | 10-19 (0-4)  | 1-8            |                     |                        |                       |
| USO Nevers - RC Vannes                 | 19-15 (4-1) | 18-21 (1-4)  | 5-5            | 0                   | +1, score cumulé 37-36 |                       |
| Avenir valencien - US Bressane         | 25-18 (4-1) | 11-18 (1-4)  | 5-5            | 0                   | 0, score cumulé 36-36  | 2-0                   |
| AS Mâcon - Colomiers rugby             | 6-25 (0-4)  | 11-16 (1-4)  | 1-8            |                     |                        |                       |
| Blagnac SCR - US Montauban             | 12-9 (4-1)  | 11-41 (0-5)  | 4-6            |                     |                        |                       |

#### Quarts de finale
| Équipes                           | Match aller | Match retour | Départage      | Départage           | Départage              |
| Équipes                           | Match aller | Match retour | Points terrain | Jours de suspension | Différence de points   |
| --------------------------------- | ----------- | ------------ | -------------- | ------------------- | ---------------------- |
| Avenir castanéen rugby - RC Massy | 23-23 (2-2) | 13-26 (0-4)  | 2-6            |                     |                        |
| Lille MRC - US Tyrosse RCS        | 28-23 (4-1) | 27-21 (4-1)  | 8-2            |                     |                        |
| Avenir valencien - USO Nevers     | 32-15 (4-0) | 10-22 (0-4)  | 4-4            | 0                   | +5, score cumulé 42-37 |
| US Montauban - Colomiers rugby    | 14-18 (1-4) | 10-18 (0-4)  | 1-8            |                     |                        |

#### Demi-finales
| Lille MRC - RC Massy               | 20-21 (1-4) | 13-16 (1-4) | 2-8 |
| Avenir valencien - Colomiers rugby | 15-22 (1-4) | 19-25 (1-4) | 2-8 |

#### Finale
| 16 juin 2012 | RC Massy | 16 - 20 (13-12) | Colomiers rugby                                                             | Parc municipal des Sports, Saint-Junien Arbitre : M. Franck Maciello (Côte d'Azur) |
| 16 juin 2012 | Essai(s) : Di Martino (23e) Transformation(s) : Bonetti (24e) Pénalité(s) : Bonetti 2 (18e, 33e), Barraud (70e) |                 | Essai(s) : Bortolaso (76e) Pénalité(s) : Perkins 5 (3e, 16e, 31e, 40e, 45e) | Parc municipal des Sports, Saint-Junien Arbitre : M. Franck Maciello (Côte d'Azur) |
| 16 juin 2012 | |                 |                                                                             | Parc municipal des Sports, Saint-Junien Arbitre : M. Franck Maciello (Côte d'Azur) |

| Titulaires · Thomas Girard 15 · 15e 28e 40e Mani Vakaloa 14 · 59e Jordi Rougé 13 · Antoine Ratineau 12 · Wilfried Rodrigues 11 · 66e Benoit Bonetti 10 · 70e Gregory Coudol 9 · César Delarue 8 · Shalva Sutiashvili 7 · Ashley Clarke 6 · 59e Fakataha Molitoka 5 · 66e Taumei Hikila 4 · 66e 77e Davit Ashvetia 3 · Benoit Verrier 2 · 66e 77e Gary Strain 1 · Remplaçants · 66e 77e Clement Kesteman 16 · 66e 77e Florent Dufresnois 17 · 59e Christophe Desassis 18 · 66e Antoine Gomez 19 · 70e Elison Razafindrafahatra 20 · 66e Julian Champagne 21 · 59e Aristide Barraud 22 · 15e 28e 40e Jean-Baptiste Di Martino 23 · Entraîneur · Jean-Frédéric Dubois, Victor Didebulidze |  | Titulaires · 15 Frederic Couzier · 14 Jeffrey Perkins · 13 Alban Genthieu · 12 Florian Nicot · 11 Pierre Belzunce · 10 Yannick Lafforgue · 9 Sébastien Inigo 70e · 8 Guillaume Bortolaso · 7 Aurelien Beco 44e 55e · 6 Fabien Berneau 46e · 5 Romain Mémain · 4 Dan Williams 59e · 3 Yohan Rayssac 70e · 2 Benjamin Rioux 46e 49e · 1 Mathieu Badel 46e · Remplaçants · 16 Lionel Campergue 46e 49e · 17 Damien Weber 46e · 18 Antoine Bourdin 46e 55e · 19 Gérôme Cholley 59e · 20 Fabrice Culinat 70e · 21 · 22 · 23 Victor Delmas 70e · Entraîneur · Pierre-Henry Broncan, Olivier Baragnon |

## Promotions et relégations

### Clubs Promus en Pro D2
- Colomiers rugby
- RC Massy

### Clubs promus en Fédérale 1
- Stade niortais rugby (Niort)
- Racing club chalonnais (Chalon-sur-Saône)
- Club sportif de Vienne rugby (Vienne)
- Rugby club Aubenas Vals (Aubenas)
- Rugby olympique agathois (Agde)
- Stade Rodez Aveyron (Rodez)
- Stade bagnérais (Bagnères-de-Bigorre)
- Rugby athlétic club angérien (Saint-Jean-d'Angély)

### Club relégués de Pro D2 en Fédérale 1
- CS Bourgoin-Jallieu (Bourgoin-Jallieu)
- CA Périgueux (Périgueux)

### Clubs Relégués en Fédérale 2
- RC Orléans (Orléans)
- ACBB (Boulogne-Billancourt)
- RC Nîmes (Nîmes)
- Stade Phocéen (Marseille)
- US Morlaàs (Morlaàs)
- SA Mauléon (Mauléon)
- CA Ribérac (Ribérac)